# ناحية باتاوة
ناحية باتاوة (بالفارسية: بخش پاتاوه) هي ناحية في مقاطعة دنا، محافظة كهكيلويه وبوير أحمد، إيران. حسب إحصاء 2016، عدد سكان المنطقة 25064 فردا في 6740 عائلة  بالناحية مدينة واحدة هي باتاوة، وبها منطقتان ريفيتان هما قسم باتاوة الريفي، وقسم سادات محمود الريفي.